# Margo St. James
Margaret Jean "Margo" St. James (Bellingham, Washington; 12 de septiembre de 1937 - Ib., 11 de enero de 2021) fue una prostituta, activista feminista y defensora de los derechos de las trabajadoras sexuales estadounidense. 

## Primeros años
Nació en Bellingham, ciudad ubicada en el condado de Whatcom en el estado estadounidense de Washington. Era la mayor de tres hijos de dos ganaderos y comenzó una carrera como artista realista cuando aún estaba estudiando en Bellingham High School.

## Carrera
Se casó joven. En 1958 dejó a su esposo y al hijo que tenían juntos y se mudó a San Francisco (California) para seguir su carrera como artista, pero perdió todas sus pinturas tras un robo y un incendio producido en su estudio.
Inicialmente asentada en el barrio de North Beach, frecuentaba clubes de jazz con otros compañeros Beatnik. Tras mudarse a Haight-Ashbury a mediados de los años 1960, llegó a convertir su casa en un salón informal; vivía con el guitarrista Steve Mann y recibió a visitantes como Ken Kesey, Dr. John, Frank Zappa, miembros del conjunto de improvisación cómica The Committee y el comediante y editor Paul Krassner. A finales de esa década trabajaba como ama de llaves y chofer del filósofo y editor británico Alan Watts, en el condado de Marin.
En 1962 fue arrestada acusada de prostitución y declarada culpable después de que el juez no creyera que una persona que no fuera prostituta conociera el término "truco" (trick en inglés). La condena la excluyó de poder trabajar en muchos sectores, por lo que, como escribiría más adelante en 1989, se convirtió en prostituta y feminista. Hizo un examen de equivalencia universitaria y se matriculó en la Facultad de Derecho, apeló con éxito su condena, trabajó como asistente judicial para el abogado de defensa criminal Vincent Hallinan y se convirtió en una de las primeras mujeres investigadoras privadas en California.
En 1973 St. James fundó COYOTE (siglas de "Call Off Your Old Tired Ethics"), una organización por los derechos de las trabajadoras sexuales. Su precursor fue la también organización WHO (que aglutinaba en sus siglas "Whores" (putas), "Housewives" (amas de casa) y "Others" (otras), siendo esta última referida a las lesbianas). Para financiar dicha organización, así como su periódico, COYOTE HOWLS, organizó un evento erótico llamado "Hooker's Balls", que se ha venido celebrando anualmente en San Francisco, congregando a más de 20 000 personas en 1978. También organizó otros eventos similares en otros estados, dio conferencias en 1974 en campus universitarios, incluida Harvard, y en 1976 asistió a las convenciones nacionales de los partidos demócrata y republicano. 
En 1984, con la académica Gail Pheterson, y coincidiendo con la convención nacional demócrata en San Francisco, organizó el Foro de Mujeres sobre los Derechos de las Prostitutas y la Convención COYOTE. También asistió a la Conferencia Mundial sobre la Mujer que celebraba Naciones Unidas en Ciudad de México, al Tribunal de Crímenes contra la Mujer de 1976 en Bruselas, la Conferencia del Año Internacional de la Mujer de 1977 en Houston (Texas), a la Convención del Partido Libertario de 1977 y a la Conferencia de la Década de la Mujer de 1980, en Copenhague (Dinamarca).
Entre 1985 a 1994 vivió con Pheterson en los Países Bajos y luego en el sur de Francia. Ambas cofundaron el Comité Internacional por los Derechos de las Prostitutas y organizaron el primer y segundo Congresos Mundiales de Prostitutas, celebrados en Ámsterdam en 1985 y en el Parlamento Europeo en Bruselas en 1986, hechos significativos que condujeron a la Carta Mundial de los Derechos de las Trabajadoras Sexuales.
Después de su regreso de Europa, en la década de 1990 fue nombrada miembro del Grupo de Trabajo sobre Prostitución de San Francisco y en 1999 fue una de las tres fundadoras de la Clínica St. James Infirmary, que brinda atención médica a la comunidad de trabajadoras sexuales. También sirvió en la Junta Asesora de Abuso de Drogas del Consejo de Supervisión de San Francisco.
St. James buscó la nominación por el Partido Republicano para la presidencia de los Estados Unidos en 1980. Así mismo, en 1996 fracasó por poco en ganar la elección para la Junta de Supervisores de San Francisco.

## Vida personal
St. James se casó por primera vez con Don Sobjack, un pescador; se casaron poco después de que ella se graduó de la escuela secundaria y tuvieron un hijo, Don Jr.
Además de Steve Mann y Gail Pheterson, los profesores y socios jurídicos de St. James incluían al psiquiatra Eugene Schoenfeld.
En 1993 se volvió a casar con el periodista Paul Avery, entonces enfermo de enfisema. Ella lo llevó a vivir a la cabaña de su familia en Isla Orcas, la mayor isla del archipiélago de las islas San Juan, en el estado de Washington, donde permaneció después de su muerte en 2000. En 2019, después de que desarrollara problemas de memoria, su familia la trasladó a una residencia asistida. Se le diagnosticó enfermedad de Alzheimer en junio de 2020 y falleció el 11 de enero de 2021.
Los documentos personales de St. James y de COYOTE están archivadas en la Biblioteca Schlesinger de Historia de las Mujeres en los Estados Unidos, ubicada en el Instituto Radcliffe de Estudios Avanzados, en la Universidad de Harvard.